# Удружење музичких уметника Србије
Удружење музичких уметника Србије, познато и као УМУС је удружење које окупља музичаре из Србије, који су се посветили извођењу класичне музике.
Циљеви Удружења су: учешће у културно-уметничким активностима, подизање музичког образовања публике, обука чланова, заштита ауторских права и помоћ младим уметницима у њиховим наступима. То је непрофитна организација, субвенционисана од стране Министарства културе Републике Србије. УМУС сарађује са Секретаријатом за културу града Београда, као и са институцијама и појединцима.

## Активности
Удружење је организовало концерте својих чланова, како у Београду (Задужбина Илије М. Коларца, Београдска филхармонија, Галерија фресака, Сала Народног музеја, Центар за културу Врачар, Центар за културу Вук Караџић, Музичка школа Станковић, Музичка школа Мокрањац, Стара лучка капетанија у Земуну, Скупштина града Београда), и у другим градовима Србије (Крагујевац, Зајечар, Шабац, Крушевац, Трстеник, Ваљево, Зрењанин, Нови Сад, Ниш), као и концертну сарадњу међу бившим савезним републикама и страним државама. 
Чланови Удружења су као извођачи и организатори учествовали у донацијама и хуманитарним музичким догађајима. 

## Историја
Удружење је основано 7. априла 1946. године под називом Удружење репродуктивних уметника – музичара Србије, са учешћем од 20 музичара. Била је то једна од првих независних организација музичара у свету.
На иницијативу УМУС- а, 1950. године основан је Савез музичких уметника Југославије.
Од децембра 1964. године излази часопис Про музика.
Године 1970. установљена је УМУС-ова награда за најбољу музичку интерпретацију у сезони.
Године 2001. установљене су Награда за животно дело и Награда младом уметнику (до 30 година). Награде УМУС-а додељују се поводом Дана Удружења (7. априла) у сарадњи са Министарством културе Републике Србије. 
Удружење музичких уметника Србије је једна од шеснаест институција и организација које су 27. децембра 2005. године основале Мокрањчев легат, чији је делокруг заштита и промоција стваралаштва Стевана Стојановића Мокрањца у Србији и иностранству. 

### Чланови оснивачи
- Реа Асеровић
- Алексеј Бутаков
- Бруно Брун
- Богомир Горсе
- Милан Димитријевић
- Мирко Дорнер
- Мери Жежељ
- Лазар Марјановић
- Олга Михаиловић
- Људевит Пап
- Јосип Пикељ
- Олга Попов
- Андреја Прегер
- Фјодор Селински
- Владимир Слатин
- Јаков Срејовић
- Милица Стојадиновић
- Видосава Тодоровић
- Иван Туршић
- Емил Хајек

### Председници (1946–2005)
- Емил Хајек (1946–1948)
- Лазар Марјановић (1948–1951)
- Предраг Милошевић (1951–1953)
- Живојин Здравковић (1953–1955)
- Оскар Данон (1955–1957)
- Лазар Марјановић (1957–1963)
- Ђура Јакшић (1963–1968)
- Душан Трбојевић (1968–1970)
- Јосип Пикељ (1970–1973)
- Јован Глигоријевић (1973–1977)
- Миленко Стефановић (1977–1980)
- Радивоје Спасић (1980–1981)
- Јован Јовичић (1981–1982)
- Ернест Ачкун (1982–1984)
- Душан Миладиновић (1984–1990)
- Гордана Јевтовић (1990–1993)
- Љубомир Димитријевић (1993–1995)
- Петар Ивановић (1995–2003)
- Драгослав – Павле Аксентијевић (2003–2004)

(од 2004. до 2005. вршилац дужности председника био је Владимир Милић)
- Владимир Милић од 3. априла 2005. године.